# Albert Gutterson
Albert Lovejoy Gutterson (* 23. August 1887 in Andover (Vermont); † 6. April 1965 in Burlington (Vermont)) war ein US-amerikanischer Leichtathlet. Bei einer Körpergröße von 1,85 m betrug sein Wettkampfgewicht 81 kg.
Bei den Olympischen Spielen 1912 gewann Albert Gutterson den Weitsprung mit olympischem Rekord von 7,60 m, er hatte 39 Zentimeter Vorsprung auf den Kanadier Calvin Bricker, der Zweiter wurde. Gutterson verpasste damit den seit 1900 bestehenden Weltrekord des Iren Peter O’Connor nur um einen Zentimeter.
Nach abgeschlossenem Ingenieurstudium leitete Gutterson seine eigene Werkzeugfabrik.

## Weblinks

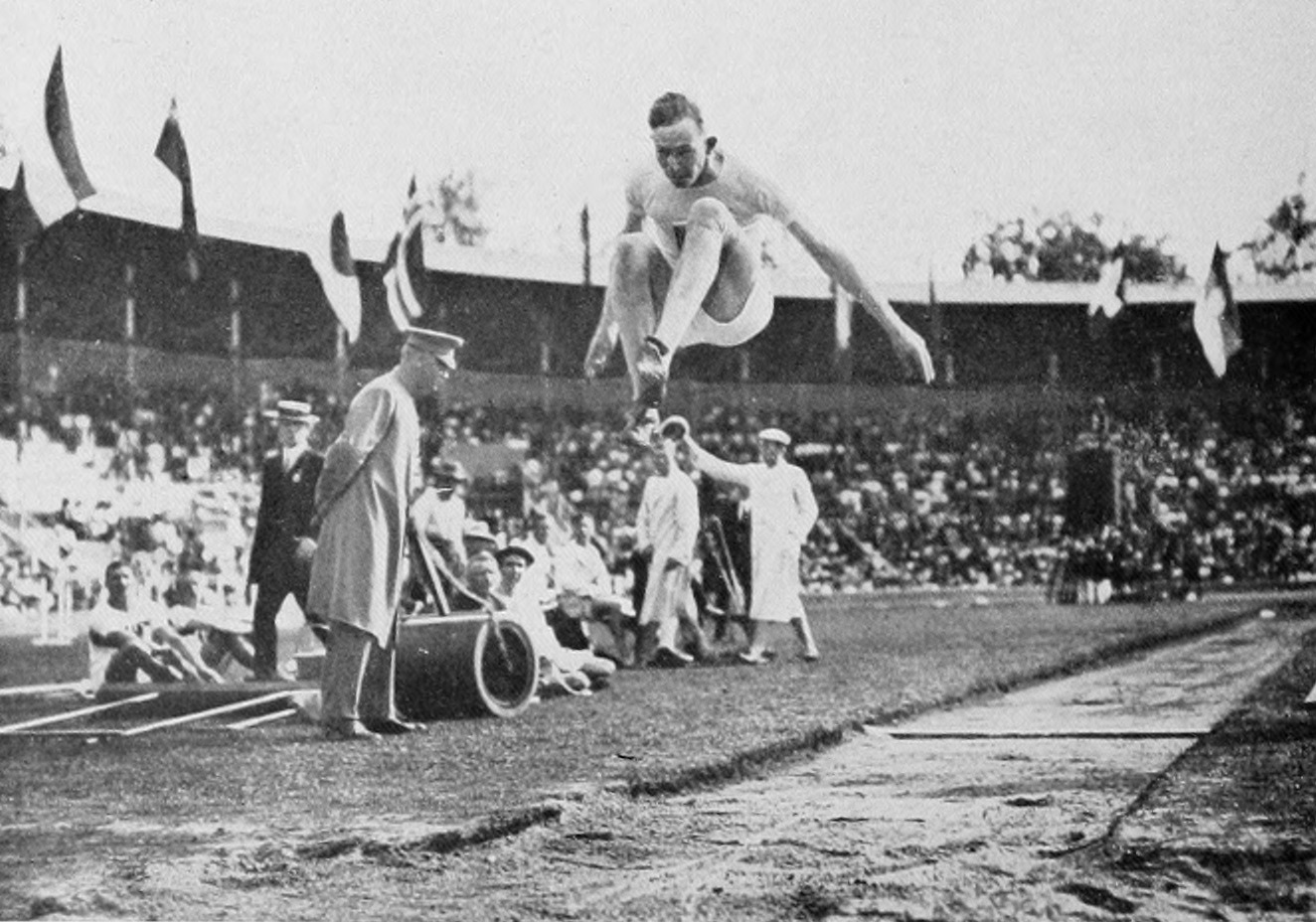
Albert Gutterson bei den Olympischen Spielen 1912